# Agnès Vahramian
Agnès Vahramian, née le 1er mars 1967, est une journaliste française, notamment connue pour sa couverture des relations et conflits internationaux.
Elle est animatrice d'émissions religieuses, rédactrice en chef du journal télévisé de 20 heures (2014-2017), grand reporter et correspondante de guerre puis directrice de la radio France Info à partir de septembre 2024.

## Biographie

### Famille et formation
Agnès Vahramian naît le 1er mars 1967, dans une famille d'origine arménienne.
Après avoir passé son baccalauréat au lycée Charlie-Chaplin de Décines-Charpieu (métropole de Lyon), elle est diplômée du Centre universitaire d'enseignement du journalisme (CUEJ) de Strasbourg et de l'Institut d'études politiques de Grenoble (IEP) en 1988.

### Parcours
En novembre 1989, elle couvre la chute du mur de Berlin. Puis, pendant trois ans, elle travaille en tant que journaliste indépendante en Yougoslavie. De 1994 à 2000, Agnès Vahramian est reporter au service des informations générales de la rédaction de France 2, puis grand reporter au service de politique étrangère de France 2 jusqu'en 2008, où elle couvre la guerre d’Irak en 2003, ou encore les conflits du Proche-Orient.
Grand reporter, elle réalise des reportages notamment pour le magazine Envoyé spécial dont elle est nommée rédactrice en chef en 2011.
Directrice adjointe de la rédaction de France 2 en juin 2013, elle est en juin 2014 rédactrice en chef du journal télévisé de 20 heures de David Pujadas jusqu'à l'éviction de ce dernier en 2017. En effet, bien que « reconnue comme une très grande professionnelle, elle avait participé à la transformation du journal, et renforcé ses audiences. Mais en interne, elle était aussi décriée pour son management très rude et ses méthodes de travail ». Un audit sur ses méthodes travail, mené par Alain de Chalvron, ancien correspondant à l'étranger et membre de la rédaction de France 2, est engagé. Il y fait état de salariés « terrorisés », humiliés et insultés, travaillant en « tension permanente ». Le document est présenté à Delphine Ernotte, sans suite. L'orientation du journal, qui friserait le populisme et la simplification à outrance selon certains de ses employés, ainsi que le travail de la rédaction, qui reposerait sur une « taylorisation » des tâches, lui sont également reprochés.
Elle présente sa candidature pour être correspondante permanente à Washington à la rentrée 2017. Elle est alors nommée correspondante de France Télévisions à Washington. Elle y passe plusieurs années et conclut « « C'est un terrain de reportage gigantesque […] Ce que je préfère, c’est proposer des sujets dont personne n’a idée en France ». Elle est grand reporter durant la mandature de Donald Trump et fait partie de l'équipe de journalistes de France Télévision chargés de traiter à l'étranger la pandémie de Covid-19. Un reportage durant l'ouragan Ida se déroule dans des conditions dantesques.
En 2021, elle est nommée correspondante permanente au Moyen-Orient de France Télévisions (en poste à Jérusalem), nomination qui doit prendre effet le 3 janvier 2022. Mais début 2022, avec sa consœur Maryse Burgot, elle est correspondante de guerre en Ukraine.
Le 27 août 2024, Agnès Vahramian - qui n'a pas aucune expérience en radio[précision nécessaire] - est nommée à la tête de France Info compte tenu de sa « double expérience de reportage de terrain et de management ». Elle prendra ses fonctions à compter du 16 septembre 2024. Son arrivée provoque des remous en interne : à la fois saluée pour son énergie et sa créativité, tandis que des salariés évoquent, durant la période 2013-2017, un climat de terreur, des crises de larmes, des comportements assimilables à du harcèlement moral.

## Notoriété

### Émissions religieuses
Agnès Vahramian se déclare croyante et dit que sa foi l'aide parfois à exercer son métier différemment.
Ses convictions religieuses l'ont amenée à présenter l’émission religieuse Le Jour du Seigneur sur la 2 et l'émission Tombé du ciel sur La Chaîne parlementaire : diffusé tous les deux mois, ce programme met en exergue les valeurs spirituelles face aux grands défis socio-économiques du monde actuel.
L'émission Le Jour du Seigneur est diffusée chaque dimanche. En 2005, l'émission est réalisée à Jérusalem. Le journaliste du quotidien La Croix écrit : « Pour Agnès Vahramian, la présentatrice de l'émission « […] Quand on vient d'un monde comme le mien où l'on se coltine les souffrances du monde en permanence, remettre au goût du jour les vieux mythes et entendre des discours de réconciliation, ça fait du bien ! » D'origine arménienne, la journaliste de France 2 reconnaît que sa présence ici n'est pas forcément innocente. « Il y a un écho de mes racines, c'est évident. L'idée de partir à leur recherche ne me déplaît pas. Dans la demande de spiritualité générale, marquer des repères, c'est important. » ».
Au sein de cette émission, dans la rubrique mensuelle, Tout a la foi, Agnès Vahramian donne à découvrir les fondamentaux du christianisme. Elle traite un sujet religieux, comme « les miracles », « le mal » avec Claire Ly ou encore « Pourquoi jeûner ? », ou bien s'entretient avec des personnalités très diverses au sujet de leur foi, comme Patrick Dupond, 4 femmes sur le thème « Femmes engagées, femmes de foi », 29 personnalités, Jean-Claude Guillebaud, Amanda Lear.
À partir de décembre 2011, Agnès Vahramian présente l'émission mensuelle Tombé du ciel, produite par le Comité français de radio-télévision (CFRT), pour La Chaîne parlementaire en partenariat avec le magazine Le Monde des religions. C'est le premier magazine consacré à la spiritualité qui cherche à explorer l'esprit et la conscience humaine de manière laïque, tolérante, ouverte et libre.

### Déclarations
D'origine arménienne, Agnès Vahramian défend la cause arménienne. Elle consacre un article scientifique au journal Pro Armenia, qui cherche à vaincre l'arménophobie reposant sur les stéréotypes de l'antisémitisme que l'on peut trouver en Europe. Elle écrit : « Outre une meilleure connaissance des Arméniens, le journal vise à créer une tribune de l'arménophilie » et à « résoudre la Question arménienne par l'intervention de l'Europe ».
Son reportage sur la façon dont elle a organisé les retrouvailles entre un vétéran américain et une Française dont il est tombé amoureux en 1944 a été diffusé le lundi 10 juin 2019 dans le journal de 20h de France 2 et vu plus de 5 millions de fois sur les réseaux sociaux,.

## Publications
- Mémoire de fin d'études à l'IEP de Grenoble en 1988 : Le Comité de Défense de la Cause Arménienne (CDCA) et la cause arménienne, cité par Anahide Minassian dans l'article « Les Arméniens de Paris depuis 1945 » in Le Paris des étrangers depuis 1945, [lire en ligne]
- Agnès Vahramian, « De l'Affaire Dreyfus au mouvement arménophile : Pierre Quillard et Pro Armenia », Revue d'histoire de la Shoah, Centre de documentation juive contemporaine, nos 177-178 « Ailleurs, hier, autrement : connaissance et reconnaissance du génocide arménien »,‎ janvier-août 2003, p. 335-355 (ISBN 978-2850566400, lire en ligne)

## Pour approfondir